# Ishtar (groupe belge)
Pour les articles homonymes, voir Ishtar (homonymie).
Ishtar, est un groupe belge de musique, formé en 2003. Le groupe a représenté son pays au Concours Eurovision de la chanson 2008 à Belgrade.
Ils chantent des chansons en anglais, français, allemand et néerlandais.

## Discographie

### Albums
- 2005 : Troub’amour
- 2008 : O juillis
- 2011 : Tussen Donker en Licht